# فهرست کشورها بر پایه محدوده ارتفاع

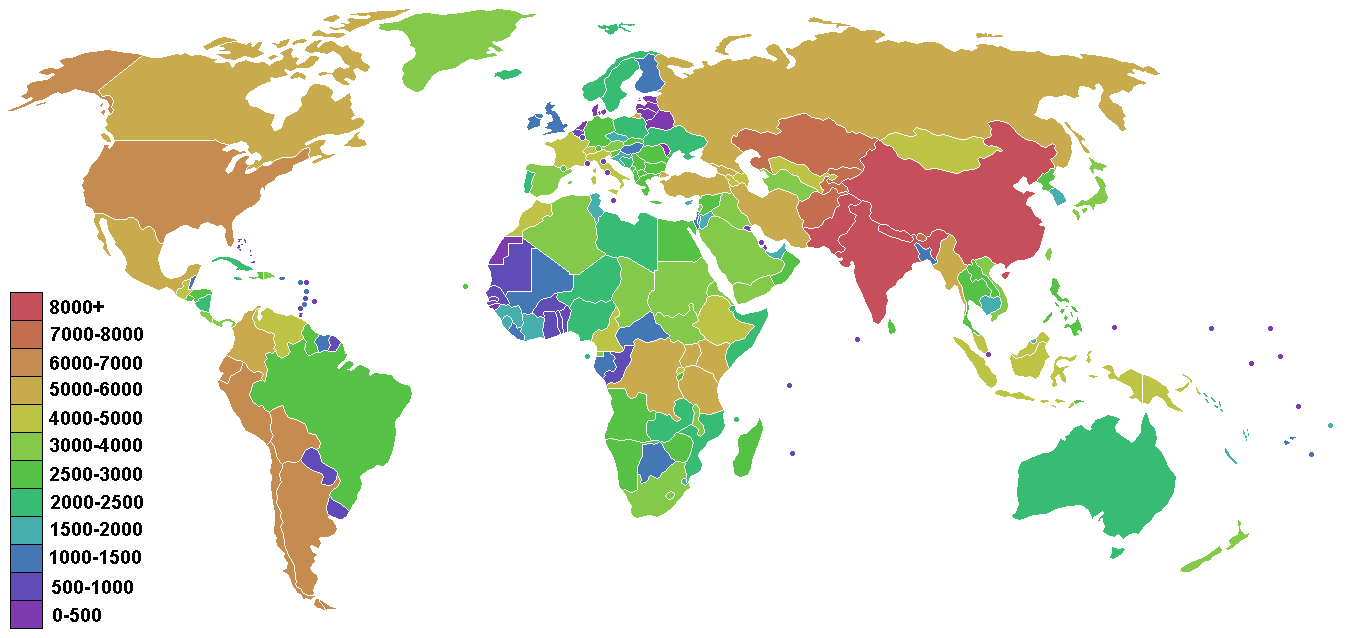
نقشهٔ رنگی کشورها بر پایهٔ ارتفاع

فهرست محدوده ارتفاع از سطح دریا کشورها به شرح زیر است:

## جدول
| کشور یا منطقه                       | بلندترین نقطه                                                       | حداکثر ارتفاع         | پایین‌ترین نقطه | حداقل ارتفاع       | تفاوت ارتفاع          |
| ----------------------------------- | ------------------------------------------------------------------- | --------------------- | --- | ------------------ | --------------------- |
| افغانستان                           | نوشاخ                                                               | ۷٬۴۹۲ متر ۲۴۵۸۰ فوت   | آمودریا | ۲۵۸ متر ۸۴۶ فوت    | ۷٬۲۳۴ متر ۲۳۷۳۴ فوت   |
| آلبانی                              | کوراب (کوه)                                                         | ۲٬۷۶۴ متر ۹۰۶۸ فوت    | دریای آدریاتیک | سطح دریا           | ۲٬۷۶۴ متر ۹۰۶۸ فوت    |
| الجزایر                             | Mount Tahat                                                         | ۳٬۰۰۳ متر ۹۸۵۲ فوت    | شط ملغیغ | −۴۰ متر −۱۳۱ فوت   | ۳٬۰۴۳ متر ۹۹۸۴ فوت    |
| ساموای آمریکا                       | Lata Mountain در تاو                                                | ۹۶۶ متر ۳۱۶۹ فوت      | اقیانوس آرام | سطح دریا           | ۹۶۶ متر ۳۱۶۹ فوت      |
| آندورا                              | Coma Pedrosa                                                        | ۲٬۹۴۲ متر ۹۶۵۲ فوت    | Gran Valira | ۸۴۰ متر ۲۷۵۶ فوت   | ۲٬۱۰۲ متر ۶۸۹۶ فوت    |
| آنگولا                              | Morro de Môco                                                       | ۲٬۶۲۰ متر ۸۵۹۶ فوت    | اقیانوس اطلس | سطح دریا           | ۲٬۶۲۰ متر ۸۵۹۶ فوت    |
| آنگویلا                             | Crocus Hill                                                         | ۶۵ متر ۲۱۳ فوت        | دریای کارائیب | سطح دریا           | ۶۵ متر ۲۱۳ فوت        |
| جنوبگان                             | توده وینسون                                                         | ۴٬۸۹۲ متر ۱۶۰۵۰ فوت   | اقیانوس منجمد جنوبی | سطح دریا           | ۴٬۸۹۲ متر ۱۶۰۵۰ فوت   |
| آنتیگوآ و باربودا                   | Mount Obama در آنتیگوا                                              | ۴۰۲ متر ۱۳۱۹ فوت      | دریای کارائیب | سطح دریا           | ۴۰۲ متر ۱۳۱۹ فوت      |
| آرژانتین                            | آکونکاگوا                                                           | ۶٬۹۶۰ متر ۲۲۸۳۵ فوت   | Laguna del Carbón | −۱۰۵ متر −۳۴۴ فوت  | ۷٬۰۶۵ متر ۲۳۱۷۹ فوت   |
| ارمنستان                            | آراگاتس                                                             | ۴٬۰۹۰ متر ۱۳۴۱۹ فوت   | Debed | ۴۰۰ متر ۱۳۱۲ فوت   | ۳٬۶۹۰ متر ۱۲۱۰۶ فوت   |
| آروبا                               | Mount Jamanota                                                      | ۱۸۸ متر ۶۱۷ فوت       | دریای کارائیب | سطح دریا           | ۱۸۸ متر ۶۱۷ فوت       |
| جزیره‌های آشمور و کارتیر             | منطقهٔ بدون نام                                                      | ۳ متر ۱۰ فوت          | اقیانوس هند | سطح دریا           | ۳ متر ۱۰ فوت          |
| استرالیا                            | کوه کازیسکو                                                         | ۲٬۲۲۸ متر ۷۳۱۰ فوت    | دریاچه ایر | −۱۵ متر −۴۹ فوت    | ۲٬۲۴۳ متر ۷۳۵۹ فوت    |
| اتریش                               | گروسگلوکنر                                                          | ۳٬۷۹۸ متر ۱۲۴۶۱ فوت   | فرتو (دریاچه) | ۱۱۵ متر ۳۷۷ فوت    | ۳٬۶۸۳ متر ۱۲۰۸۳ فوت   |
| جمهوری آذربایجان                    | بازاردوز                                                            | ۴٬۴۸۵ متر ۱۴۷۱۵ فوت   | دریای خزر | −۲۸ متر −۹۲ فوت    | ۴٬۵۱۳ متر ۱۴۸۰۶ فوت   |
| باهاما                              | Mount Alvernia در جزیره کت، باهاما                                  | ۶۳ متر ۲۰۷ فوت        | اقیانوس اطلس | سطح دریا           | ۶۳ متر ۲۰۷ فوت        |
| بحرین                               | کوه دخان                                                            | ۱۲۲ متر ۴۰۰ فوت       | خلیج فارس | سطح دریا           | ۱۲۲ متر ۴۰۰ فوت       |
| بنگلادش                             | Mowdok Mual                                                         | ۱٬۰۵۲ متر ۳۴۵۱ فوت    | خلیج بنگال | سطح دریا           | ۱٬۰۵۲ متر ۳۴۵۱ فوت    |
| باربادوس                            | Mount Hillaby                                                       | ۳۳۶ متر ۱۱۰۲ فوت      | اقیانوس اطلس | سطح دریا           | ۳۳۶ متر ۱۱۰۲ فوت      |
| بلاروس                              | Dzyarzhynskaya Hara                                                 | ۳۴۶ متر ۱۱۳۵ فوت      | رود نمان | ۹۰ متر ۲۹۵ فوت     | ۲۵۶ متر ۸۴۰ فوت       |
| بلژیک                               | Signal de Botrange                                                  | ۶۹۴ متر ۲۲۷۷ فوت      | چند بخش غربی ورن۵۱°۰۲′۰۰″شمالی ۲°۳۵′۵۲″شرقی / ۵۱٫۰۳۳۲۳۰°شمالی ۲٫۵۹۷۸۰۲°شرقی                                                | −۴ متر −۱۳ فوت     | ۶۹۴ متر ۲۲۷۷ فوت      |
| بلیز                                | Doyle's Delight                                                     | ۱٬۱۲۴ متر ۳۶۸۸ فوت    | دریای کارائیب | سطح دریا           | ۱٬۱۲۴ متر ۳۶۸۸ فوت    |
| بنین                                | Mont Sokbaro                                                        | ۶۵۸ متر ۲۱۵۹ فوت      | Bight of Benin | سطح دریا           | ۶۵۸ متر ۲۱۵۹ فوت      |
| برمودا                              | Town Hill                                                           | ۷۶ متر ۲۴۹ فوت        | اقیانوس اطلس | سطح دریا           | ۷۶ متر ۲۴۹ فوت        |
| بوتان (کشور)                        | گانگکهار پونزوم                                                     | ۷٬۵۷۰ متر ۲۴۸۳۶ فوت   | Drangme Chhu | ۹۷ متر ۳۱۸ فوت     | ۷٬۴۷۳ متر ۲۴۵۱۸ فوت   |
| بولیوی                              | نوادو ساخاما                                                        | ۶٬۵۴۲ متر ۲۱۴۶۳ فوت   | پاراگوئه (رود) | ۹۰ متر ۲۹۵ فوت     | ۶٬۴۵۲ متر ۲۱۱۶۸ فوت   |
| بوسنی و هرزگوین                     | Maglić                                                              | ۲٬۳۸۶ متر ۷۸۲۸ فوت    | دریای آدریاتیک | سطح دریا           | ۲٬۳۸۶ متر ۷۸۲۸ فوت    |
| بوتسوانا                            | Otse Hill                                                           | ۱٬۴۹۱ متر ۴۸۹۲ فوت    | کانفولونس رود لیمپوپو و Shashe River                                                                                       | ۵۱۳ متر ۱۶۸۳ فوت   | ۹۷۸ متر ۳۲۰۹ فوت      |
| جزیره بووه                          | Olavtoppen                                                          | ۹۳۵ متر ۳۰۶۸ فوت      | اقیانوس اطلس | سطح دریا           | ۹۳۵ متر ۳۰۶۸ فوت      |
| برزیل                               | Pico da Neblina                                                     | ۲٬۹۹۵ متر ۹۸۲۶ فوت    | اقیانوس اطلس | سطح دریا           | ۲٬۹۹۵ متر ۹۸۲۶ فوت    |
| قلمرو اقیانوس هند بریتانیا          | منطقه بدون نام در جزیره دیه‌گو گارسیا                                | ۱۵ متر ۴۹ فوت         | اقیانوس هند | سطح دریا           | ۱۵ متر ۴۹ فوت         |
| برونئی                              | Bukit Pagon                                                         | ۱٬۸۵۰ متر ۶۰۷۰ فوت    | دریای جنوبی چین | سطح دریا           | ۱٬۸۵۰ متر ۶۰۷۰ فوت    |
| بلغارستان                           | قله مصلی                                                            | ۲٬۹۲۵ متر ۹۵۹۶ فوت    | دریای سیاه | سطح دریا           | ۲٬۹۲۵ متر ۹۵۹۶ فوت    |
| بورکینافاسو                         | Tena Kourou                                                         | ۷۴۹ متر ۲۴۵۷ فوت      | ولتای سیاه | ۲۰۰ متر ۶۵۶ فوت    | ۵۴۹ متر ۱۸۰۱ فوت      |
| بوروندی                             | Mount Heha                                                          | ۲٬۶۸۴ متر ۸۸۰۶ فوت    | دریاچه تانگانیکا | ۷۷۲ متر ۲۵۳۳ فوت   | ۱٬۹۱۲ متر ۶۲۷۳ فوت    |
| کامبوج                              | Phnom Aural                                                         | ۱٬۸۱۰ متر ۵۹۳۸ فوت    | خلیج تایلند | سطح دریا           | ۱٬۸۱۰ متر ۵۹۳۸ فوت    |
| کامرون                              | کامرون (کوه)                                                        | ۴٬۰۴۰ متر ۱۳۲۵۵ فوت   | خلیج بیافرا | سطح دریا           | ۴٬۰۴۰ متر ۱۳۲۵۵ فوت   |
| کانادا                              | کوه لوگن                                                            | ۵٬۹۵۹ متر ۱۹۵۵۱ فوت   | اقیانوس اطلس اقیانوس منجمد شمالی اقیانوس آرام                                                                              | سطح دریا           | ۵٬۹۵۹ متر ۱۹۵۵۱ فوت   |
| کیپ ورد                             | Mount Fogo                                                          | ۲٬۸۲۹ متر ۹۲۸۱ فوت    | اقیانوس اطلس | سطح دریا           | ۲٬۸۲۹ متر ۹۲۸۱ فوت    |
| جزایر کیمن                          | The Bluff در Cayman Brac                                            | ۴۶ متر ۱۵۱ فوت        | دریای کارائیب | سطح دریا           | ۴۶ متر ۱۵۱ فوت        |
| جمهوری آفریقای مرکزی                | Mont Ngaoui                                                         | ۱٬۴۲۰ متر ۴۶۵۹ فوت    | رود اوبانگی | ۳۳۵ متر ۱۰۹۹ فوت   | ۱٬۰۸۵ متر ۳۵۶۰ فوت    |
| چاد                                 | Emi Koussi                                                          | ۳٬۴۴۵ متر ۱۱۳۰۲ فوت   | Bodélé Depression | ۱۶۰ متر ۵۲۵ فوت    | ۳٬۲۸۵ متر ۱۰۷۷۸ فوت   |
| شیلی                                | اوخوس دل سالادو                                                     | ۶٬۸۹۳ متر ۲۲۶۱۵ فوت   | اقیانوس آرام | سطح دریا           | ۶٬۸۹۳ متر ۲۲۶۱۵ فوت   |
| جمهوری خلق چین                      | کوه اورست                                                           | ۸٬۸۴۸ متر ۲۹۰۲۹ فوت   | Aydingkol | −۱۵۴ متر −۵۰۵ فوت  | ۹۰۰۲ متر ۲۹۵۳۴ فوت    |
| جزیره کریسمس                        | Murray Hill                                                         | ۳۶۱ متر ۱۱۸۴ فوت      | اقیانوس هند | سطح دریا           | ۳۶۱ متر ۱۱۸۴ فوت      |
| جزیره کلیپرتون                      | جزیره کلیپرتون در جزیره کلیپرتون                                    | ۲۹ متر ۹۵ فوت         | اقیانوس آرام | سطح دریا           | ۲۹ متر ۹۵ فوت         |
| جزایر کوکوس                         | منطقهٔ بدون نام                                                      | ۵ متر ۱۶ فوت          | اقیانوس هند | سطح دریا           | ۵ متر ۱۶ فوت          |
| کلمبیا                              | کریستوبال کولون Pico Simón Bolívar                                  | ۵٬۷۰۰ متر ۱۸۷۰۱ فوت   | اقیانوس آرام دریای کارائیب                                                                                                 | سطح دریا           | ۵٬۷۰۰ متر ۱۸۷۰۱ فوت   |
| کومور                               | Mount Karthala در گرند کومور                                        | ۲٬۳۶۰ متر ۷۷۴۳ فوت    | اقیانوس هند | سطح دریا           | ۲٬۳۶۰ متر ۷۷۴۳ فوت    |
| جمهوری دموکراتیک کنگو               | کوه استنلی                                                          | ۵٬۱۰۹ متر ۱۶۷۶۲ فوت   | اقیانوس اطلس | سطح دریا           | ۵٬۱۰۹ متر ۱۶۷۶۲ فوت   |
| جمهوری کنگو                         | Mont Nabeba                                                         | ۱٬۰۲۰ متر ۳۳۴۶ فوت    | اقیانوس اطلس | سطح دریا           | ۱٬۰۲۰ متر ۳۳۴۶ فوت    |
| جزایر کوک                           | Te Manga در راروتونگا                                               | ۶۵۲ متر ۲۱۳۹ فوت      | اقیانوس آرام | سطح دریا           | ۶۵۲ متر ۲۱۳۹ فوت      |
| جزایر دریای مرجان                   | منطقه بدون نام در Cato Island                                       | ۲۹ متر ۹۵ فوت         | اقیانوس آرام | سطح دریا           | ۲۹ متر ۹۵ فوت         |
| کاستاریکا                           | کرو چیریپو                                                          | ۳٬۸۲۰ متر ۱۲۵۳۳ فوت   | اقیانوس آرام دریای کارائیب                                                                                                 | سطح دریا           | ۳٬۸۲۰ متر ۱۲۵۳۳ فوت   |
| ساحل عاج                            | Mont Nimba                                                          | ۱٬۷۵۲ متر ۵۷۴۸ فوت    | خلیج گینه | سطح دریا           | ۱٬۷۵۲ متر ۵۷۴۸ فوت    |
| کرواسی                              | دینارا                                                              | ۱٬۸۳۱ متر ۶۰۰۷ فوت    | دریای آدریاتیک | سطح دریا           | ۱٬۸۳۱ متر ۶۰۰۷ فوت    |
| کوبا                                | Pico Turquino                                                       | ۱٬۹۷۴ متر ۶۴۷۶ فوت    | دریای کارائیب | سطح دریا           | ۱٬۹۷۴ متر ۶۴۷۶ فوت    |
| کوراسائو                            | Christoffelberg                                                     | ۳۷۵ متر ۱۲۳۰ فوت      | دریای کارائیب | سطح دریا           | ۳۷۵ متر ۱۲۳۰ فوت      |
| قبرس                                | Mount Olympus                                                       | ۱٬۹۵۱ متر ۶۴۰۱ فوت    | دریای مدیترانه | سطح دریا           | ۱٬۹۵۱ متر ۶۴۰۱ فوت    |
| جمهوری چک                           | سنژکا                                                               | ۱٬۶۰۲ متر ۵۲۵۶ فوت    | رود البه | ۱۱۵ متر ۳۷۷ فوت    | ۱٬۴۸۷ متر ۴۸۷۹ فوت    |
| دانمارک                             | Møllehøj                                                            | ۱۷۱ متر ۵۶۱ فوت       | Lammefjord | −۷ متر −۲۳ فوت     | ۱۷۸ متر ۵۸۴ فوت       |
| جیبوتی                              | Mousa Ali                                                           | ۲٬۰۲۸ متر ۶۶۵۴ فوت    | Lake Assal | −۱۵۵ متر −۵۰۹ فوت  | ۲٬۱۸۳ متر ۷۱۶۲ فوت    |
| دومینیکا                            | Morne Diablotins                                                    | ۱٬۴۴۷ متر ۴۷۴۷ فوت    | دریای کارائیب | سطح دریا           | ۱٬۴۴۷ متر ۴۷۴۷ فوت    |
| جمهوری دومینیکن                     | Pico Duarte                                                         | ۳٬۰۹۸ متر ۱۰۱۶۴ فوت   | Lago Enriquillo on هیسپانیولا                                                                                              | −۴۵ متر −۱۴۸ فوت   | ۳٬۱۴۳ متر ۱۰۳۱۲ فوت   |
| اکوادور                             | چیمبورازو                                                           | ۶٬۲۶۷ متر ۲۰۵۶۱ فوت   | اقیانوس آرام | سطح دریا           | ۶٬۲۶۷ متر ۲۰۵۶۱ فوت   |
| مصر                                 | Mount Catherine                                                     | ۲٬۶۲۹ متر ۸۶۲۵ فوت    | Qattara Depression | −۱۳۳ متر −۴۳۶ فوت  | ۲٬۷۶۲ متر ۹۰۶۲ فوت    |
| السالوادور                          | سرو ال پیتال                                                        | ۲٬۷۳۰ متر ۸۹۵۷ فوت    | اقیانوس آرام | سطح دریا           | ۲٬۷۳۰ متر ۸۹۵۷ فوت    |
| گینه استوایی                        | Pico Basile در بیوکو                                                | ۳٬۰۰۸ متر ۹۸۶۹ فوت    | اقیانوس اطلس | سطح دریا           | ۳٬۰۰۸ متر ۹۸۶۹ فوت    |
| اریتره                              | Emba Soira                                                          | ۳٬۰۱۸ متر ۹۹۰۲ فوت    | Lake Kulul | −۷۵ متر −۲۴۶ فوت   | ۳٬۰۹۳ متر ۱۰۱۴۸ فوت   |
| استونی                              | Suur Munamägi                                                       | ۳۱۸ متر ۱۰۴۳ فوت      | دریای بالتیک | سطح دریا           | ۳۱۸ متر ۱۰۴۳ فوت      |
| اتیوپی                              | راس داشن                                                            | ۴٬۵۵۰ متر ۱۴۹۲۸ فوت   | Danakil Depression | −۱۲۵ متر −۴۱۰ فوت  | ۴٬۶۷۵ متر ۱۵۳۳۸ فوت   |
| جزایر فالکلند                       | Mount Usborne در East Falkland                                      | ۷۰۵ متر ۲۳۱۳ فوت      | اقیانوس اطلس | سطح دریا           | ۷۰۵ متر ۲۳۱۳ فوت      |
| جزایر فارو                          | Slættaratindur در Eysturoy                                          | ۸۸۰ متر ۲۸۸۷ فوت      | اقیانوس اطلس | سطح دریا           | ۸۸۰ متر ۲۸۸۷ فوت      |
| فیجی                                | Tomanivi در ویتی لوو                                                | ۱٬۳۲۴ متر ۴۳۴۴ فوت    | اقیانوس آرام | سطح دریا           | ۱٬۳۲۴ متر ۴۳۴۴ فوت    |
| فنلاند                              | Halti                                                               | ۱٬۳۲۴ متر ۴۳۴۴ فوت    | دریای بالتیک | سطح دریا           | ۱٬۳۲۴ متر ۴۳۴۴ فوت    |
| فرانسه                              | مون‌بلان                                                             | ۴٬۸۱۰ متر ۱۵۷۸۱ فوت   | Étang de Lavalduc | −۱۰ متر −۳۳ فوت    | ۴٬۸۲۰ متر ۱۵۸۱۴ فوت   |
| گویان فرانسه                        | Bellevue de l'Inini                                                 | ۸۵۱ متر ۲۷۹۲ فوت      | اقیانوس اطلس | سطح دریا           | ۸۵۱ متر ۲۷۹۲ فوت      |
| پلی‌نزی فرانسه                       | Mont Orohena                                                        | ۲٬۲۴۱ متر ۷۳۵۲ فوت    | اقیانوس آرام | سطح دریا           | ۲٬۲۴۱ متر ۷۳۵۲ فوت    |
| سرزمین‌های جنوبی و جنوبگانی فرانسه   | Mont Ross در جزایر کرگولن                                           | ۱٬۸۵۰ متر ۶۰۷۰ فوت    | اقیانوس هند | سطح دریا           | ۱٬۸۵۰ متر ۶۰۷۰ فوت    |
| گابن                                | Mont Bengoué                                                        | ۱٬۰۷۰ متر ۳۵۱۰ فوت    | اقیانوس اطلس | سطح دریا           | ۱٬۰۷۰ متر ۳۵۱۰ فوت    |
| گامبیا                              | Red Rock                                                            | ۵۳ متر ۱۷۴ فوت        | اقیانوس اطلس | سطح دریا           | ۵۳ متر ۱۷۴ فوت        |
| گرجستان                             | شخارا                                                               | ۵٬۱۹۳ متر ۱۷۰۳۷ فوت   | دریای سیاه | سطح دریا           | ۵٬۱۹۳ متر ۱۷۰۳۷ فوت   |
| آلمان                               | تسوگ‌اشپیتسه                                                         | ۲٬۹۶۲ متر ۹۷۱۸ فوت    | Neuendorf-Sachsenbande | −۴ متر −۱۲ فوت     | ۲٬۹۶۶ متر ۹۷۲۹ فوت    |
| غنا                                 | Mount Afadjato                                                      | ۸۸۰ متر ۲۸۸۷ فوت      | خلیج گینه | سطح دریا           | ۸۸۰ متر ۲۸۸۷ فوت      |
| جبل طارق                            | صخره جبل‌الطارق                                                      | ۴۲۶ متر ۱۳۹۸ فوت      | تنگه جبل‌الطارق | سطح دریا           | ۴۲۶ متر ۱۳۹۸ فوت      |
| یونان                               | المپ                                                                | ۲٬۹۱۹ متر ۹۵۷۷ فوت    | دریای مدیترانه | سطح دریا           | ۲٬۹۱۹ متر ۹۵۷۷ فوت    |
| گرینلند                             | Gunnbjørn Fjeld on گرینلند                                          | ۳٬۷۰۰ متر ۱۲۱۳۹ فوت   | اقیانوس منجمد شمالی اقیانوس اطلس                                                                                           | سطح دریا           | ۳٬۷۰۰ متر ۱۲۱۳۹ فوت   |
| گرنادا                              | Mount Saint Catherine                                               | ۸۴۰ متر ۲۷۵۶ فوت      | دریای کارائیب | سطح دریا           | ۸۴۰ متر ۲۷۵۶ فوت      |
| جزیره گوادلوپ                       | La Grande Soufrière در Île de Basse-Terre                           | ۱٬۴۸۴ متر ۴۸۶۹ فوت    | دریای کارائیب | سطح دریا           | ۱٬۴۸۴ متر ۴۸۶۹ فوت    |
| گوآم                                | Mount Lamlam on گوآم                                                | ۴۰۶ متر ۱۳۳۲ فوت      | اقیانوس آرام | سطح دریا           | ۴۰۶ متر ۱۳۳۲ فوت      |
| گواتمالا                            | آتشفشان تاخومولکو                                                   | ۴٬۲۲۰ متر ۱۳۸۴۵ فوت   | اقیانوس آرام دریای کارائیب                                                                                                 | سطح دریا           | ۴٬۲۲۰ متر ۱۳۸۴۵ فوت   |
| گرنزی                               | Le Moulin                                                           | ۱۱۴ متر ۳۷۴ فوت       | کانال مانش | سطح دریا           | ۱۱۴ متر ۳۷۴ فوت       |
| گینه                                | Mont Nimba                                                          | ۱٬۷۵۲ متر ۵۷۴۸ فوت    | اقیانوس اطلس | سطح دریا           | ۱٬۷۵۲ متر ۵۷۴۸ فوت    |
| گینه بیسائو                         | منطقهٔ بدون نام in the northeast corner of the country               | ۳۰۰ متر ۹۸۴ فوت       | اقیانوس اطلس | سطح دریا           | ۳۰۰ متر ۹۸۴ فوت       |
| گویان                               | Mount Roraima                                                       | ۲٬۷۵۰ متر ۹۰۲۲ فوت    | اقیانوس اطلس | سطح دریا           | ۲٬۷۵۰ متر ۹۰۲۲ فوت    |
| هائیتی                              | Pic la Selle                                                        | ۲٬۶۸۰ متر ۸۷۹۳ فوت    | دریای کارائیب | سطح دریا           | ۲٬۶۸۰ متر ۸۷۹۳ فوت    |
| جزیره هرد و جزایر مک‌دونالد          | Mawson Peak                                                         | ۲٬۷۴۵ متر ۹۰۰۶ فوت    | اقیانوس هند | سطح دریا           | ۲٬۷۴۵ متر ۹۰۰۶ فوت    |
| هندوراس                             | سررو لاس میناس                                                      | ۲٬۸۷۰ متر ۹۴۱۶ فوت    | دریای کارائیب اقیانوس آرام                                                                                                 | سطح دریا           | ۲٬۸۷۰ متر ۹۴۱۶ فوت    |
| هنگ کنگ                             | Tai Mo Shan                                                         | ۹۵۸ متر ۳۱۴۳ فوت      | دریای جنوبی چین | سطح دریا           | ۹۵۸ متر ۳۱۴۳ فوت      |
| مجارستان                            | Kékes                                                               | ۱٬۰۱۴ متر ۳۳۲۷ فوت    | تیسزا | ۷۶ متر ۲۴۹ فوت     | ۹۳۸ متر ۳۰۷۷ فوت      |
| ایسلند                              | Hvannadalshnúkur                                                    | ۲٬۱۱۰ متر ۶۹۲۱ فوت    | اقیانوس اطلس | سطح دریا           | ۲٬۱۱۰ متر ۶۹۲۱ فوت    |
| هند                                 | کانگچنجونگا                                                         | ۸٬۵۸۶ متر ۲۸۱۶۹ فوت   | Kuttanad | −۲ متر −۷ فوت      | ۸٬۵۸۸ متر ۲۸۱۷۷ فوت   |
| اندونزی                             | پونچاک جایا                                                         | ۴٬۸۸۴ متر ۱۶۰۲۴ فوت   | اقیانوس هند اقیانوس آرام                                                                                                   | سطح دریا           | ۴٬۸۸۴ متر ۱۶۰۲۴ فوت   |
| ایران                               | دماوند                                                              | ۵٬۶۱۰ متر ۱۸۴۰۶ فوت   | دریای خزر | −۲۸ متر −۹۲ فوت    | ۵٬۶۳۸ متر ۱۸۴۹۷ فوت   |
| عراق                                | شیخا دار                                                            | ۳٬۶۱۱ متر ۱۱۸۴۷ فوت   | خلیج فارس | سطح دریا           | ۳٬۶۱۱ متر ۱۱۸۴۷ فوت   |
| جمهوری ایرلند                       | Carrauntoohil                                                       | ۱٬۰۳۸ متر ۳۴۰۶ فوت    | North Slob در جزیره ایرلند                                                                                                 | −۳ متر −۱۰ فوت     | ۱٬۰۳۸ متر ۳۴۰۶ فوت    |
| جزیره من                            | Snaefell                                                            | ۶۲۱ متر ۲۰۳۷ فوت      | دریای ایرلند | سطح دریا           | ۶۲۱ متر ۲۰۳۷ فوت      |
| اسرائیل                             | Mount Meron (جبل‌الشیخ if the بلندی‌های جولان are included)           | ۱٬۲۰۸ متر ۳۹۶۳ فوت    | دریای مرده | −۴۲۸ متر −۱۴۰۴ فوت | ۱٬۶۳۶ متر ۵۳۶۷ فوت    |
| ایتالیا                             | Monte Bianco                                                        | ۴٬۸۱۰ متر ۱۵۷۸۱ فوت   | جولاندا دی ساوویا | −۳ متر −۱۰ فوت     | ۴٬۸۱۳ متر ۱۵۷۹۱ فوت   |
| جامائیکا                            | Blue Mountain Peak                                                  | ۲٬۲۵۶ متر ۷۴۰۲ فوت    | دریای کارائیب | سطح دریا           | ۲٬۲۵۶ متر ۷۴۰۲ فوت    |
| ژاپن                                | کوه فوجی در هونشو                                                   | ۳٬۷۷۶ متر ۱۲۳۸۸ فوت   | Hachiro-gata در هونشو | −۴ متر −۱۳ فوت     | ۳٬۷۸۰ متر ۱۲۴۰۲ فوت   |
| جرزی                                | Les Platons                                                         | ۱۴۳ متر ۴۶۹ فوت       | کانال مانش | سطح دریا           | ۱۴۳ متر ۴۶۹ فوت       |
| اردن                                | Jabal Umm ad Dami                                                   | ۱٬۸۵۴ متر ۶۰۸۳ فوت    | دریای مرده | −۴۲۸ متر −۱۴۰۴ فوت | ۲٬۲۷۶ متر ۷۴۶۷ فوت    |
| قزاقستان                            | خان تنگری                                                           | ۷٬۰۱۰ متر ۲۲۹۹۹ فوت   | Karagiye Depression | −۱۳۲ متر −۴۳۳ فوت  | ۷٬۱۴۲ متر ۲۳۴۳۲ فوت   |
| کنیا                                | کوه کنیا                                                            | ۵٬۱۹۹ متر ۱۷۰۵۷ فوت   | اقیانوس هند | سطح دریا           | ۵٬۱۹۹ متر ۱۷۰۵۷ فوت   |
| کیریباتی                            | منطقه بدون نام در Banaba                                            | ۸۱ متر ۲۶۶ فوت        | اقیانوس آرام | سطح دریا           | ۸۱ متر ۲۶۶ فوت        |
| کره شمالی                           | کوه پکتو                                                            | ۲٬۷۴۴ متر ۹۰۰۳ فوت    | دریای ژاپن دریای زرد | سطح دریا           | ۲٬۷۴۴ متر ۹۰۰۳ فوت    |
| کره جنوبی                           | هالاسان در ججودو                                                    | ۱٬۹۵۰ متر ۶۳۹۸ فوت    | دریای ژاپن دریای زرد | سطح دریا           | ۱٬۹۵۰ متر ۶۳۹۸ فوت    |
| جمهوری کوزوو                        | Gjeravica                                                           | ۲٬۶۵۶ متر ۸۷۱۴ فوت    | وایت درین | ۲۹۷ متر ۹۷۴ فوت    | ۲٬۳۵۹ متر ۷۷۴۰ فوت    |
| کویت                                | Mutla Ridge                                                         | ۳۰۶ متر ۱۰۰۴ فوت      | خلیج فارس | سطح دریا           | ۳۰۶ متر ۱۰۰۴ فوت      |
| قرقیزستان                           | جنگش چاقوسو                                                         | ۷٬۴۳۹ متر ۲۴۴۰۶ فوت   | کارا آمودریا | ۴۳۵ متر ۱۴۲۷ فوت   | ۷٬۰۰۴ متر ۲۲۹۷۹ فوت   |
| لائوس                               | فو بیا                                                              | ۲٬۸۱۷ متر ۹۲۴۲ فوت    | مکونگ | ۷۰ متر ۲۳۰ فوت     | ۲٬۷۴۷ متر ۹۰۱۲ فوت    |
| لتونی                               | Gaizinkalns                                                         | ۳۱۲ متر ۱۰۲۴ فوت      | دریای بالتیک | سطح دریا           | ۳۱۲ متر ۱۰۲۴ فوت      |
| لبنان                               | Qurnat as Sawda'                                                    | ۳٬۰۸۸ متر ۱۰۱۳۱ فوت   | دریای مدیترانه | سطح دریا           | ۳٬۰۸۸ متر ۱۰۱۳۱ فوت   |
| لسوتو                               | تابانا نتلنیانا                                                     | ۳٬۴۸۲ متر ۱۱۴۲۴ فوت   | کانفولونس رودخانه نارنجی و Makhaleng River                                                                                 | ۱٬۴۰۰ متر ۴۵۹۳ فوت | ۲٬۰۸۲ متر ۶۸۳۱ فوت    |
| لیبریا                              | Mount Wuteve                                                        | ۱٬۴۴۰ متر ۴۷۲۴ فوت    | اقیانوس اطلس | سطح دریا           | ۱٬۴۴۰ متر ۴۷۲۴ فوت    |
| لیبی                                | Bikku Bitti                                                         | ۲٬۲۶۷ متر ۷۴۳۸ فوت    | Sabkhat Ghuzayyil | −۴۷ متر −۱۵۴ فوت   | ۲٬۳۱۴ متر ۷۵۹۲ فوت    |
| لیختن‌اشتاین                         | Grauspitz                                                           | ۲٬۵۹۹ متر ۸۵۲۷ فوت    | راین (رود) | ۴۳۰ متر ۱۴۱۱ فوت   | ۲٬۱۶۹ متر ۷۱۱۶ فوت    |
| لیتوانی                             | Aukštojas Hill                                                      | ۲۹۴ متر ۹۶۴ فوت       | Nemunas Delta | −۵ متر −۱۶ فوت     | ۲۹۵ متر ۹۶۸ فوت       |
| لوکزامبورگ                          | Kneiff                                                              | ۵۶۰ متر ۱۸۳۷ فوت      | موزل (رود) | ۱۳۳ متر ۴۳۶ فوت    | ۴۲۷ متر ۱۴۰۱ فوت      |
| ماکائو                              | Coloane Alto در Gau Ou Saan                                         | ۱۷۲ متر ۵۶۴ فوت       | دریای جنوبی چین | سطح دریا           | ۱۷۲ متر ۵۶۴ فوت       |
| مقدونیه شمالی                       | کوراب (کوه)                                                         | ۲٬۷۶۴ متر ۹۰۶۸ فوت    | واردار | ۵۰ متر ۱۶۴ فوت     | ۲٬۷۱۴ متر ۸۹۰۴ فوت    |
| ماداگاسکار                          | Maromokotro در ماداگاسکار                                           | ۲٬۸۷۶ متر ۹۴۳۶ فوت    | اقیانوس هند | سطح دریا           | ۲٬۸۷۶ متر ۹۴۳۶ فوت    |
| مالاوی                              | Mount Mulanje                                                       | ۳٬۰۰۲ متر ۹۸۴۹ فوت    | رود شایر | ۳۷ متر ۱۲۱ فوت     | ۲٬۹۶۵ متر ۹۷۲۸ فوت    |
| مالزی                               | کوه کینبالو در بورنئو                                               | ۴٬۰۹۵ متر ۱۳۴۳۵ فوت   | دریای جنوبی چین اقیانوس هند                                                                                                | سطح دریا           | ۴٬۰۹۵ متر ۱۳۴۳۵ فوت   |
| مالدیو                              | Mount Villingili on Villingili                                      | ۲ متر ۸ فوت           | اقیانوس هند | سطح دریا           | ۲ متر ۸ فوت           |
| مالی                                | Hombori Tondo                                                       | ۱٬۱۵۵ متر ۳۷۸۹ فوت    | رود سنگال | ۲۳ متر ۷۵ فوت      | ۱٬۱۳۲ متر ۳۷۱۴ فوت    |
| مالت                                | Ta'Dmejrek در مالت (جزیره)                                          | ۲۵۳ متر ۸۳۰ فوت       | دریای مدیترانه | سطح دریا           | ۲۵۳ متر ۸۳۰ فوت       |
| جزایر مارشال                        | منطقه بدون نام در Likiep                                            | ۱۰ متر ۳۳ فوت         | اقیانوس آرام | سطح دریا           | ۱۰ متر ۳۳ فوت         |
| مارتینیک                            | کوه پله                                                             | ۱٬۳۹۷ متر ۴۵۸۳ فوت    | دریای کارائیب | سطح دریا           | ۱٬۳۹۷ متر ۴۵۸۳ فوت    |
| موریتانی                            | Kediet ej Jill                                                      | ۹۱۵ متر ۳۰۰۲ فوت      | Sebkha de Ndrhamcha | −۵ متر −۱۶ فوت     | ۹۲۰ متر ۳۰۱۸ فوت      |
| موریس                               | Piton de la Petite Rivière Noire                                    | ۸۲۸ متر ۲۷۱۷ فوت      | اقیانوس هند | سطح دریا           | ۸۲۸ متر ۲۷۱۷ فوت      |
| مایوت                               | Benara در مایوت                                                     | ۶۶۰ متر ۲۱۶۵ فوت      | کانال موزامبیک | سطح دریا           | ۶۶۰ متر ۲۱۶۵ فوت      |
| مکزیک                               | اوریزابا (اوریزابا)                                                 | ۵٬۶۳۶ متر ۱۸۴۹۱ فوت   | Laguna Salada | −۱۰ متر −۳۳ فوت    | ۵٬۶۴۶ متر ۱۸۵۲۴ فوت   |
| ایالات فدرال میکرونزی               | Dolohmwar در پوناپی                                                 | ۷۹۱ متر ۲۵۹۵ فوت      | اقیانوس آرام | سطح دریا           | ۷۹۱ متر ۲۵۹۵ فوت      |
| مولدووا                             | Dealul Bălăneşti                                                    | ۴۳۰ متر ۱۴۱۱ فوت      | نیستر | ۲ متر ۷ فوت        | ۴۲۸ متر ۱۴۰۴ فوت      |
| موناکو                              | along Chemin des Révoires در Mont Agel                              | ۱۶۱ متر ۵۲۸ فوت       | دریای مدیترانه | سطح دریا           | ۱۶۱ متر ۵۲۸ فوت       |
| مغولستان                            | خویتن                                                               | ۴٬۳۷۴ متر ۱۴۳۵۰ فوت   | Hoh Nuur | ۵۱۸ متر ۱۶۹۹ فوت   | ۳٬۸۵۶ متر ۱۲۶۵۱ فوت   |
| مونته‌نگرو                           | Zla Kolata                                                          | ۲٬۵۳۴ متر ۸۳۱۴ فوت    | دریای آدریاتیک | سطح دریا           | ۲٬۵۳۴ متر ۸۳۱۴ فوت    |
| مونتسرات                            | Chances Peak                                                        | ۹۱۵ متر ۳۰۰۲ فوت      | دریای کارائیب | سطح دریا           | ۹۱۵ متر ۳۰۰۲ فوت      |
| مراکش                               | توبکال                                                              | ۴٬۱۶۵ متر ۱۳۶۶۵ فوت   | Sebkha Tah | −۵۵ متر −۱۸۰ فوت   | ۴٬۲۲۰ متر ۱۳۸۴۵ فوت   |
| موزامبیک                            | Monte Binga                                                         | ۲٬۴۳۶ متر ۷۹۹۲ فوت    | کانال موزامبیک | سطح دریا           | ۲٬۴۳۶ متر ۷۹۹۲ فوت    |
| میانمار                             | کاکابو رازی                                                         | ۵٬۸۸۱ متر ۱۹۲۹۵ فوت   | اقیانوس هند | سطح دریا           | ۵٬۸۸۱ متر ۱۹۲۹۵ فوت   |
| نامیبیا                             | Königstein                                                          | ۲٬۶۰۶ متر ۸۵۵۰ فوت    | اقیانوس اطلس | سطح دریا           | ۲٬۶۰۶ متر ۸۵۵۰ فوت    |
| نائورو                              | Command Ridge                                                       | ۷۱ متر ۲۳۳ فوت        | اقیانوس آرام | سطح دریا           | ۷۱ متر ۲۳۳ فوت        |
| جزیره ناواسا                        | منطقهٔ بدون نام                                                      | ۷۷ متر ۲۵۳ فوت        | دریای کارائیب | سطح دریا           | ۷۷ متر ۲۵۳ فوت        |
| نپال                                | کوه اورست                                                           | ۸٬۸۴۸ متر ۲۹۰۲۹ فوت   | Kanchan Kalan | ۷۰ متر ۲۳۰ فوت     | ۸٬۷۷۸ متر ۲۸۷۹۹ فوت   |
| هلند                                | Mount Scenery on سیبا                                               | ۸۸۷ متر ۲۹۱۰ فوت      | Vergeten Plek, in the Zuidplaspolder near Waddinxveen                                                                      | −۷ متر −۲۲ فوت     | ۸۹۴ متر ۲۹۳۲ فوت      |
| کالدونیای جدید                      | Mont Panié                                                          | ۱٬۶۲۸ متر ۵۳۴۱ فوت    | دریای مرجان | سطح دریا           | ۱٬۶۲۸ متر ۵۳۴۱ فوت    |
| نیوزیلند                            | کوه کوک in the جزیره جنوبی نیوزیلند                                 | ۳٬۷۲۴ متر ۱۲۲۱۸ فوت   | Taieri Plains | −۲ متر −۷ فوت      | ۳٬۷۲۶ متر ۱۲۲۲۴ فوت   |
| نیکاراگوئه                          | Mogoton                                                             | ۲٬۱۰۷ متر ۶۹۱۳ فوت    | اقیانوس آرام دریای کارائیب                                                                                                 | سطح دریا           | ۲٬۱۰۷ متر ۶۹۱۳ فوت    |
| نیجر                                | Mont Idoukal-n-Taghès                                               | ۲٬۰۲۲ متر ۶۶۳۴ فوت    | رودخانه نیجر | ۲۰۰ متر ۶۵۶ فوت    | ۱٬۸۲۲ متر ۵۹۷۸ فوت    |
| نیجریه                              | Chappal Waddi                                                       | ۲٬۴۱۹ متر ۷۹۳۶ فوت    | منطقه بدون نام در Lagos Island                                                                                             | −۰٫۲ متر −۰٫۶۶ فوت | ۲٬۴۱۹ متر ۷۹۳۷ فوت    |
| نیووی                               | منطقهٔ بدون نام near Mutalau در نیووی                                | ۶۸ متر ۲۲۳ فوت        | اقیانوس آرام | سطح دریا           | ۶۸ متر ۲۲۳ فوت        |
| جزیره نورفک                         | Mount Bates                                                         | ۳۱۹ متر ۱۰۴۷ فوت      | اقیانوس آرام | سطح دریا           | ۳۱۹ متر ۱۰۴۷ فوت      |
| جزایر ماریانای شمالی                | آگریهان در آگریهان                                                  | ۹۶۵ متر ۳۱۶۶ فوت      | اقیانوس آرام | سطح دریا           | ۹۶۵ متر ۳۱۶۶ فوت      |
| نروژ                                | Galdhøpiggen                                                        | ۲٬۴۶۹ متر ۸۱۰۰ فوت    | دریای نروژ | سطح دریا           | ۲٬۴۶۹ متر ۸۱۰۰ فوت    |
| عمان                                | جبل شمس                                                             | ۳٬۰۰۹ متر ۹۸۷۲ فوت    | دریای عرب | سطح دریا           | ۳٬۰۰۹ متر ۹۸۷۲ فوت    |
| پاکستان                             | کی۲                                                                 | ۸٬۶۱۱ متر ۲۸۲۵۱ فوت   | دریای عرب | سطح دریا           | ۸٬۶۱۱ متر ۲۸۲۵۱ فوت   |
| پالائو                              | Mount Ngerchelchuus در Babeldaob                                    | ۲۴۲ متر ۷۹۴ فوت       | اقیانوس آرام | سطح دریا           | ۲۴۲ متر ۷۹۴ فوت       |
| تشکیلات خودگردان فلسطین             | Mount Nabi Yunis                                                    | ۱٬۰۳۰ متر ۳۳۷۹ فوت    | دریای مرده | −۴۲۸ متر −۱۴۰۴ فوت | ۱٬۴۴۴ متر ۴۷۳۸ فوت    |
| پاناما                              | آتشفشان بارو                                                        | ۳٬۴۷۵ متر ۱۱۴۰۱ فوت   | اقیانوس آرام دریای کارائیب                                                                                                 | سطح دریا           | ۳٬۴۷۵ متر ۱۱۴۰۱ فوت   |
| پاپوآ گینه نو                       | کوه ویلهلم                                                          | ۴٬۵۰۹ متر ۱۴۷۹۳ فوت   | اقیانوس آرام | سطح دریا           | ۴٬۵۰۹ متر ۱۴۷۹۳ فوت   |
| پاراگوئه                            | Cerro Peró                                                          | ۸۴۲ متر ۲۷۶۲ فوت      | پاراگوئه (رود) | ۴۶ متر ۱۵۱ فوت     | ۷۹۶ متر ۲۶۱۲ فوت      |
| پرو                                 | اوآسکاران                                                           | ۶٬۷۶۸ متر ۲۲۲۰۵ فوت   | Bayóvar Depression | −۳۴ متر −۱۱۲ فوت   | ۶٬۸۰۲ متر ۲۲۳۱۶ فوت   |
| فیلیپین                             | Mount Apo در میندانائو                                              | ۲٬۹۵۴ متر ۹۶۹۲ فوت    | دریای فیلیپین دریای جنوبی چین                                                                                              | سطح دریا           | ۲٬۹۵۴ متر ۹۶۹۲ فوت    |
| جزایر پیت‌کرن                        | Pawala Valley Ridge                                                 | ۳۴۷ متر ۱۱۳۸ فوت      | اقیانوس آرام | سطح دریا           | ۳۴۷ متر ۱۱۳۸ فوت      |
| لهستان                              | Northwestern peak of Rysy                                           | ۲٬۴۹۹ متر ۸۱۹۹ فوت    | Żuławy Wiślane | −۲ متر −۶ فوت      | ۲٬۵۰۴ متر ۸۲۱۵ فوت    |
| پرتغال                              | Ponta do Pico در Pico Island                                        | ۲٬۳۵۱ متر ۷۷۱۳ فوت    | اقیانوس اطلس | سطح دریا           | ۲٬۳۵۱ متر ۷۷۱۳ فوت    |
| پورتوریکو                           | Cerro de Punta                                                      | ۱٬۳۳۸ متر ۴۳۹۰ فوت    | دریای کارائیب | سطح دریا           | ۱٬۳۳۸ متر ۴۳۹۰ فوت    |
| قطر                                 | Qurayn Abu al Bawl                                                  | ۱۰۳ متر ۳۳۸ فوت       | خلیج فارس | سطح دریا           | ۱۰۳ متر ۳۳۸ فوت       |
| رئونیون                             | Piton des Neiges                                                    | ۳٬۰۶۹ متر ۱۰۰۶۹ فوت   | اقیانوس هند | سطح دریا           | ۳٬۰۶۹ متر ۱۰۰۶۹ فوت   |
| رومانی                              | Moldoveanu                                                          | ۲٬۵۴۴ متر ۸۳۴۶ فوت    | دریای سیاه | سطح دریا           | ۲٬۵۴۴ متر ۸۳۴۶ فوت    |
| روسیه                               | البروس                                                              | ۵٬۶۴۲ متر ۱۸۵۱۰ فوت   | دریای خزر | −۲۸ متر −۹۲ فوت    | ۵٬۶۷۰ متر ۱۸۶۰۲ فوت   |
| رواندا                              | کاریزیمبی                                                           | ۴٬۵۰۷ متر ۱۴۷۸۷ فوت   | Ruzizi River | ۹۵۰ متر ۳۱۱۷ فوت   | ۳٬۵۵۷ متر ۱۱۶۷۰ فوت   |
| جمهوری دموکراتیک عربی صحرا          | منطقهٔ بدون نام                                                      | ۸۰۵ متر ۲۶۴۱ فوت      | Sebjet Tah | −۵۵ متر −۱۸۰ فوت   | ۸۶۰ متر ۲۸۲۲ فوت      |
| سنت بارثلمی                         | Morne du Vitet                                                      | ۲۸۶ متر ۹۳۸ فوت       | دریای کارائیب | سطح دریا           | ۲۸۶ متر ۹۳۸ فوت       |
| سینت هلینا                          | Queen Mary's Peak در تریستان دا کونا                                | ۲٬۰۶۰ متر ۶۷۵۹ فوت    | اقیانوس اطلس | سطح دریا           | ۲٬۰۶۰ متر ۶۷۵۹ فوت    |
| سنت کیتس و نویس                     | Mount Liamuiga در سنت کیتس                                          | ۱٬۱۵۶ متر ۳۷۹۳ فوت    | دریای کارائیب | سطح دریا           | ۱٬۱۵۶ متر ۳۷۹۳ فوت    |
| سنت لوسیا                           | Mount Gimie                                                         | ۹۵۰ متر ۳۱۱۷ فوت      | دریای کارائیب | سطح دریا           | ۹۵۰ متر ۳۱۱۷ فوت      |
| سنت مارتین                          | Pic Paradis در سن مارتن                                             | ۴۲۴ متر ۱۳۹۱ فوت      | دریای کارائیب | سطح دریا           | ۴۲۴ متر ۱۳۹۱ فوت      |
| سنت پیر و ماژلان                    | Morne de la Grande Montagne در Miquelon                             | ۲۴۰ متر ۷۸۷ فوت       | اقیانوس اطلس | سطح دریا           | ۲۴۰ متر ۷۸۷ فوت       |
| سنت وینسنت و گرنادین‌ها              | لا سوفیر (آتشفشان)                                                  | ۱٬۲۳۴ متر ۴۰۴۹ فوت    | دریای کارائیب | سطح دریا           | ۱٬۲۳۴ متر ۴۰۴۹ فوت    |
| ساموآ                               | Mauga Silisili در Savai'i                                           | ۱٬۸۵۷ متر ۶۰۹۳ فوت    | اقیانوس آرام | سطح دریا           | ۱٬۸۵۷ متر ۶۰۹۳ فوت    |
| سان مارینو                          | Monte Titano                                                        | ۷۵۵ متر ۲۴۷۷ فوت      | Ausa River | ۵۵ متر ۱۸۰ فوت     | ۷۰۰ متر ۲۲۹۷ فوت      |
| سائوتومه و پرنسیپ                   | Pico de São Tomé در جزیره سائوتومه                                  | ۲٬۰۲۴ متر ۶۶۴۰ فوت    | خلیج گینه | سطح دریا           | ۲٬۰۲۴ متر ۶۶۴۰ فوت    |
| عربستان سعودی                       | Jabal Sawda                                                         | ۳٬۰۰۰ متر ۹۸۴۳ فوت    | خلیج فارس دریای سرخ | سطح دریا           | ۳٬۰۰۰ متر ۹۸۴۳ فوت    |
| سنگال                               | unnamed feature near Nepen Diakha                                   | ۵۸۱ متر ۱۹۰۶ فوت      | اقیانوس اطلس | سطح دریا           | ۵۸۱ متر ۱۹۰۶ فوت      |
| صربستان                             | Midžor (Đeravica when جمهوری کوزوو is considered as part of Serbia) | ۲٬۱۶۹ متر ۷۱۱۶ فوت    | Iron Gate | ۲۸ متر ۹۲ فوت      | ۲٬۱۴۱ متر ۷۰۲۴ فوت    |
| سیشل                                | Morne Seychellois در Mahé                                           | ۹۰۵ متر ۲۹۶۹ فوت      | اقیانوس هند | سطح دریا           | ۹۰۵ متر ۲۹۶۹ فوت      |
| سیرالئون                            | Mount Bintumani                                                     | ۱٬۹۴۸ متر ۶۳۹۱ فوت    | اقیانوس اطلس | سطح دریا           | ۱٬۹۴۸ متر ۶۳۹۱ فوت    |
| سنگاپور                             | بوکیت تیماه                                                         | ۱۶۴ متر ۵۳۷ فوت       | تنگه سنگاپور | سطح دریا           | ۱۶۴ متر ۵۳۷ فوت       |
| سنت مارتین                          | Sentry Hill در سینت مارتن                                           | ۳۴۰ متر ۱۱۱۵ فوت      | دریای کارائیب | سطح دریا           | ۳۴۰ متر ۱۱۱۵ فوت      |
| اسلواکی                             | Gerlachovský štít                                                   | ۲٬۶۵۵ متر ۸۷۱۱ فوت    | Bodrog | ۹۴ متر ۳۰۸ فوت     | ۲٬۵۶۱ متر ۸۴۰۲ فوت    |
| اسلوونی                             | تریگلاو                                                             | ۲٬۸۶۴ متر ۹۳۹۶ فوت    | دریای آدریاتیک | سطح دریا           | ۲٬۸۶۴ متر ۹۳۹۶ فوت    |
| جزایر سلیمان                        | Mount Popomanaseu در گوادال‌کانال                                    | ۲٬۳۳۵ متر ۷۶۶۱ فوت    | اقیانوس آرام | سطح دریا           | ۲٬۳۳۵ متر ۷۶۶۱ فوت    |
| سومالی                              | Shimbiris                                                           | ۲٬۴۵۰ متر ۸۰۳۸ فوت    | اقیانوس هند | سطح دریا           | ۲٬۴۵۰ متر ۸۰۳۸ فوت    |
| آفریقای جنوبی                       | Mafadi                                                              | ۳٬۴۵۰ متر ۱۱۳۱۹ فوت   | اقیانوس اطلس اقیانوس هند                                                                                                   | سطح دریا           | ۳٬۴۵۰ متر ۱۱۳۱۹ فوت   |
| جورجیای جنوبی و جزایر ساندویچ جنوبی | Mount Paget                                                         | ۲٬۹۳۴ متر ۹۶۲۶ فوت    | اقیانوس اطلس | سطح دریا           | ۲٬۹۳۴ متر ۹۶۲۶ فوت    |
| سودان جنوبی                         | Kinyeti                                                             | ۳٬۱۸۷ متر ۱۰۴۵۶ فوت   | نیل سفید | ۳۵۰ متر ۱۱۴۸ فوت   | ۲٬۸۳۷ متر ۹۳۰۸ فوت    |
| اسپانیا                             | تید on تنریف                                                        | ۳٬۷۱۸ متر ۱۲۱۹۸ فوت   | اقیانوس اطلس دریای مدیترانه                                                                                                | سطح دریا           | ۳٬۷۱۸ متر ۱۲۱۹۸ فوت   |
| جزایر اسپراتلی                      | منطقه بدون نام در Southwest Cay                                     | ۴ متر ۱۳ فوت          | دریای جنوبی چین | سطح دریا           | ۴ متر ۱۳ فوت          |
| سری‌لانکا                            | Pidurutalagala در سری‌لانکا                                          | ۲٬۵۲۴ متر ۸۲۸۱ فوت    | اقیانوس هند | سطح دریا           | ۲٬۵۲۴ متر ۸۲۸۱ فوت    |
| سودان                               | Deriba Caldera                                                      | ۳٬۰۴۲ متر ۹۹۸۰ فوت    | دریای سرخ | سطح دریا           | ۳٬۰۴۲ متر ۹۹۸۰ فوت    |
| سورینام                             | Juliana Top                                                         | ۱٬۲۳۰ متر ۴۰۳۵ فوت    | اقیانوس اطلس | سطح دریا           | ۱٬۲۳۰ متر ۴۰۳۵ فوت    |
| سوالبارد و یان ماین                 | بیرن‌برگ                                                             | ۲٬۲۷۷ متر ۷۴۷۰ فوت    | دریای نروژ | سطح دریا           | ۲٬۲۷۷ متر ۷۴۷۰ فوت    |
| اسواتینی                            | Emlembe                                                             | ۱٬۸۶۲ متر ۶۱۰۹ فوت    | Maputo River | ۲۱ متر ۶۹ فوت      | ۱٬۸۴۱ متر ۶۰۴۰ فوت    |
| سوئد                                | کبنه‌کایزه                                                           | ۲٬۱۰۴ متر ۶۹۰۳ فوت    | کریتمسته | −۲ متر −۸ فوت      | ۲٬۱۰۶ متر ۶۹۱۱ فوت    |
| سوئیس                               | دوفوراشپیتزه (مونته روزا)                                           | ۴٬۶۳۴ متر ۱۵۲۰۳ فوت   | دریاچه ماجیوره | ۱۹۳ متر ۶۳۳ فوت    | ۴٬۴۴۱ متر ۱۴۵۷۰ فوت   |
| سوریه                               | جبل‌الشیخ                                                            | ۲٬۸۱۴ متر ۹۲۳۲ فوت    | Northeast shores of the دریاچه طبریه in the بلندی‌های جولان، from Syrian point of view. See سرزمین‌های اشغال‌شده توسط اسرائیل | −۲۱۴ متر −۷۰۲ فوت  | ۲٬۸۱۴ متر ۹۲۳۲ فوت    |
| تایوان                              | یوشان                                                               | ۳٬۹۵۲ متر ۱۲۹۶۶ فوت   | دریای جنوبی چین | سطح دریا           | ۳٬۹۵۲ متر ۱۲۹۶۶ فوت   |
| تاجیکستان                           | قله اسماعیل سامانی                                                  | ۷٬۴۹۵ متر ۲۴۵۹۰ فوت   | سیردریا | ۳۰۰ متر ۹۸۴ فوت    | ۷٬۱۹۵ متر ۲۳۶۰۶ فوت   |
| تانزانیا                            | کلیمانجارو                                                          | ۵٬۸۹۲ متر ۱۹۳۳۱ فوت   | اقیانوس هند | سطح دریا           | ۵٬۸۹۲ متر ۱۹۳۳۱ فوت   |
| تایلند                              | Doi Inthanon                                                        | ۲٬۵۶۵ متر ۸۴۱۵ فوت    | خلیج تایلند دریای آندامان                                                                                                  | سطح دریا           | ۲٬۵۶۵ متر ۸۴۱۵ فوت    |
| تیمور شرقی                          | Mount Ramelau در جزیره تیمور                                        | ۲٬۹۶۳ متر ۹۷۲۱ فوت    | دریای تیمور | سطح دریا           | ۲٬۹۶۳ متر ۹۷۲۱ فوت    |
| توگو                                | Mont Agou                                                           | ۹۸۶ متر ۳۲۳۵ فوت      | Bight of Benin | سطح دریا           | ۹۸۶ متر ۳۲۳۵ فوت      |
| توکلائو                             | منطقهٔ بدون نام                                                      | ۵ متر ۱۶ فوت          | اقیانوس آرام | سطح دریا           | ۵ متر ۱۶ فوت          |
| تونگا                               | منطقه بدون نام در کائو (جزیره)                                      | ۱٬۰۳۳ متر ۳۳۸۹ فوت    | اقیانوس آرام | سطح دریا           | ۱٬۰۳۳ متر ۳۳۸۹ فوت    |
| ترینیداد و توباگو                   | El Cerro del Aripo در ترینیداد                                      | ۹۴۰ متر ۳۰۸۴ فوت      | دریای کارائیب | سطح دریا           | ۹۴۰ متر ۳۰۸۴ فوت      |
| تونس                                | Jebel ech Chambi                                                    | ۱٬۵۴۴ متر ۵۰۶۶ فوت    | Shatt al Gharsah | −۱۷ متر −۵۶ فوت    | ۱٬۵۶۱ متر ۵۱۲۱ فوت    |
| ترکیه                               | کوه آرارات                                                          | ۵٬۱۳۷ متر ۱۶۸۵۴ فوت   | دریای مدیترانه دریای سیاه                                                                                                  | سطح دریا           | ۵٬۱۳۷ متر ۱۶۸۵۴ فوت   |
| ترکمنستان                           | Gora Ayrybaba                                                       | ۳٬۱۳۹ متر ۱۰۲۹۹ فوت   | Vpadina Akchanaya | −۸۱ متر −۲۶۶ فوت   | ۳٬۲۲۰ متر ۱۰۵۶۴ فوت   |
| جزایر تورکس و کایکوس                | Blue Hills در Providenciales                                        | ۴۹ متر ۱۶۱ فوت        | اقیانوس اطلس | سطح دریا           | ۴۹ متر ۱۶۱ فوت        |
| تووالو                              | منطقهٔ بدون نام                                                      | ۵ متر ۱۵ فوت          | اقیانوس آرام | سطح دریا           | ۵ متر ۱۵ فوت          |
| اوگاندا                             | کوه استنلی                                                          | ۵٬۱۰۹ متر ۱۶۷۶۲ فوت   | نیل سفید | ۶۲۱ متر ۲۰۳۷ فوت   | ۴٬۴۸۸ متر ۱۴۷۲۴ فوت   |
| اوکراین                             | Hora Hoverla                                                        | ۲٬۰۶۱ متر ۶۷۶۲ فوت    | Kuyalnik Estuary | −۵ متر −۱۶ فوت     | ۲٬۰۶۶ متر ۶۷۷۸ فوت    |
| امارات متحده عربی                   | unnamed knoll west of کوه جیص                                       | ۱٬۹۱۰ متر ۶۲۶۶ فوت    | خلیج فارس دریای عمان | سطح دریا           | ۱٬۹۱۰ متر ۶۲۶۶ فوت    |
| بریتانیا                            | بن نویس                                                             | ۱٬۳۴۵ متر ۴۴۱۳ فوت    | The Fens | −۴ متر −۱۳ فوت     | ۱٬۳۴۹ متر ۴۴۲۶ فوت    |
| ایالات متحده آمریکا                 | دنالی                                                               | ۶٬۱۹۰٫۵ متر ۲۰۳۱۰ فوت | حوضه بدواتر | −۸۵٫۰ متر −۲۷۹ فوت | ۶٬۲۷۵٫۵ متر ۲۰۵۸۹ فوت |
| جزایر کوچک حاشیه‌ای ایالات متحده     | unnamed hill on آب‌سنگ مرجانی میدوی                                  | ۱۳ متر ۴۳ فوت         | اقیانوس آرام | سطح دریا           | ۱۳ متر ۴۳ فوت         |
| اروگوئه                             | Cerro Catedral                                                      | ۵۱۴ متر ۱۶۸۵ فوت      | اقیانوس اطلس | سطح دریا           | ۵۱۴ متر ۱۶۸۵ فوت      |
| ازبکستان                            | حضرت سلطان (قله)                                                    | ۴٬۶۴۳ متر ۱۵۲۳۳ فوت   | Sariqarnish Kuli | −۱۲ متر −۳۹ فوت    | ۴٬۶۵۵ متر ۱۵۲۷۲ فوت   |
| وانواتو                             | Mount Tabwemasana در اسپیریتو سانتو (وانواتو)                       | ۱٬۸۷۷ متر ۶۱۵۸ فوت    | اقیانوس آرام | سطح دریا           | ۱٬۸۷۷ متر ۶۱۵۸ فوت    |
| واتیکان                             | منطقهٔ بدون نام                                                      | ۷۵ متر ۲۴۶ فوت        | میدان سن پیترو | ۳۳ متر ۱۰۸ فوت     | ۴۲ متر ۱۳۸ فوت        |
| ونزوئلا                             | پیکو بولیوار                                                        | ۴٬۹۷۸ متر ۱۶۳۳۲ فوت   | دریای کارائیب | سطح دریا           | ۴٬۹۷۸ متر ۱۶۳۳۲ فوت   |
| ویتنام                              | Fan Si Pan                                                          | ۳٬۱۴۳ متر ۱۰۳۱۲ فوت   | دریای جنوبی چین | سطح دریا           | ۳٬۱۴۳ متر ۱۰۳۱۲ فوت   |
| جزایر ویرجین انگلستان               | Mount Sage در Tortola                                               | ۵۲۱ متر ۱۷۰۹ فوت      | دریای کارائیب | سطح دریا           | ۵۲۱ متر ۱۷۰۹ فوت      |
| جزایر ویرجین ایالات متحده           | Crown Mountain در سنت توماس، جزایر ویرجین ایالات متحده آمریکا       | ۴۷۴ متر ۱۵۵۵ فوت      | دریای کارائیب | سطح دریا           | ۴۷۴ متر ۱۵۵۵ فوت      |
| والیس و فوتونا                      | Mont Puke در Futuna                                                 | ۵۲۴ متر ۱۷۱۹ فوت      | اقیانوس آرام | سطح دریا           | ۵۲۴ متر ۱۷۱۹ فوت      |
| یمن                                 | جبل النبی شعیب                                                      | ۳٬۶۶۶ متر ۱۲۰۲۸ فوت   | دریای عرب | سطح دریا           | ۳٬۶۶۶ متر ۱۲۰۲۸ فوت   |
| زامبیا                              | Mafinga Central                                                     | ۲٬۳۲۹ متر ۷۶۴۱ فوت    | زامبزی | ۳۲۹ متر ۱۰۷۹ فوت   | ۲٬۰۰۰ متر ۶۵۶۲ فوت    |
| زیمبابوه                            | Mount Nyangani                                                      | ۲٬۵۹۲ متر ۸۵۰۴ فوت    | کانفولونس Runde River و Save River                                                                                         | ۱۶۲ متر ۵۳۱ فوت    | ۲٬۴۳۰ متر ۷۹۷۲ فوت    |
| زمین                                | کوه اورست                                                           | ۸٬۸۴۸ متر ۲۹۰۲۹ فوت   | دریای مرده | −۴۲۸ متر −۱۴۰۴ فوت | ۹۲۷۶ متر ۳۰۴۳۳ فوت    |